# Seznam guvernerjev Alabame
Seznam guvernerjev Alabame.

## GuvernerTeritorija
William Wyatt Bibb, mandat 1817-1819

## Guvernerji države
| Ime                           | Mandat    | Stranka      |
| ----------------------------- | --------- | ------------ |
| William Wyatt Bibb1           | 1819–1820 | Demokrat     |
| Thomas Bibb2                  | 1820–1821 | Demokrat     |
| Israel Pickens                | 1821–1825 | Demokrat     |
| John Murphy                   | 1825–1829 | Demokrat     |
| Gabriel Moore                 | 1829–1831 | Demokrat     |
| Samuel B. Moore3              | 1831      | Demokrat     |
| John Gayle                    | 1831–1835 | Demokrat     |
| Clement C. Clay               | 1835–1837 | Demokrat     |
| Hugh McVay4                   | 1837      | Demokrat     |
| Arthur P. Bagby               | 1837–1841 | Demokrat     |
| Benjamin Fitzpatrick          | 1841–1845 | Demokrat     |
| Joshua L. Martin              | 1845–1847 | Demokrat     |
| Reuben Chapman                | 1847–1849 | Demokrat     |
| Henry W. Collier              | 1849–1853 | Demokrat     |
| John A. Winston               | 1853–1857 | Demokrat     |
| Andrew B. Moore               | 1857–1861 | Demokrat     |
| John Gill Shorter             | 1861–1863 | Demokrat     |
| Thomas H. Watts               | 1863–1865 | Demokrat     |
| Lewis E. Parsons5             | 1865      | Provisional  |
| Robert M. Patton              | 1865–1867 | Republikanec |
| Wager Swayne6                 | 1867–1868 | Military     |
| William H. Smith              | 1868–1870 | Republikanec |
| Robert B. Lindsay             | 1870–1872 | Demokrat     |
| David P. Lewis                | 1872–1874 | Republikanec |
| George Smith Houston          | 1874–1878 | Demokrat     |
| Rufus W. Cobb                 | 1878–1882 | Demokrat     |
| Edward A. O'Neal              | 1882–1886 | Demokrat     |
| Thomas Seay                   | 1886–1890 | Demokrat     |
| Thomas G. Jones               | 1890–1894 | Demokrat     |
| William C. Oates              | 1894–1896 | Demokrat     |
| Joseph Forney Johnston        | 1896–1900 | Demokrat     |
| William D. Jelks7             | 1900      | Demokrat     |
| William J. Samford            | 1900–1901 | Demokrat     |
| William D. Jelks              | 1901–1907 | Demokrat     |
| Russell Cunningham8           | 1904–1905 | Demokrat     |
| Braxton Bragg Comer           | 1907–1911 | Demokrat     |
| Emmet O'Neal                  | 1911–1915 | Demokrat     |
| Charles Henderson             | 1915–1919 | Demokrat     |
| Thomas Kilby                  | 1919–1923 | Demokrat     |
| William W. Brandon            | 1923–1927 | Demokrat     |
| Charles McDowell9             | 1924      | Demokrat     |
| Bibb Graves                   | 1927–1931 | Demokrat     |
| Benjamin M. Miller            | 1931–1935 | Demokrat     |
| Bibb Graves                   | 1935–1939 | Demokrat     |
| Frank M. Dixon                | 1939–1943 | Demokrat     |
| Chauncey Sparks               | 1943–1947 | Demokrat     |
| James E. Folsom Sr.           | 1947–1951 | Demokrat     |
| Gordon Persons                | 1951–1955 | Demokrat     |
| James E. Folsom Sr.           | 1955–1959 | Demokrat     |
| John Patterson                | 1959–1963 | Demokrat     |
| George Wallace                | 1963–1967 | Demokrat     |
| Lurleen Wallace10             | 1967–1968 | Demokrat     |
| Albert Brewer                 | 1968–1971 | Demokrat     |
| George Wallace                | 1971–1979 | Demokrat     |
| Jere Beasley11                | 1972      | Demokrat     |
| Forrest H. "Fob" James mlajši | 1979–1983 | Demokrat     |
| George Wallace                | 1983–1987 | Demokrat     |
| H. Guy Hunt                   | 1987–1993 | Republikanec |
| James E. Folsom mlajši12      | 1993–1995 | Demokrat     |
| Forrest H. "Fob" James mlajši | 1995–1999 | Republikanec |
| Don Siegelman                 | 1999–2003 | Demokrat     |
| Robert R. Riley               | 2003–2011 | Republikanec |
| Robert J. Bentley             | 2011–2017 | Republikanec |
| Kay Ivey                      | 2017–     | Republikanec |